# Anton Seidl

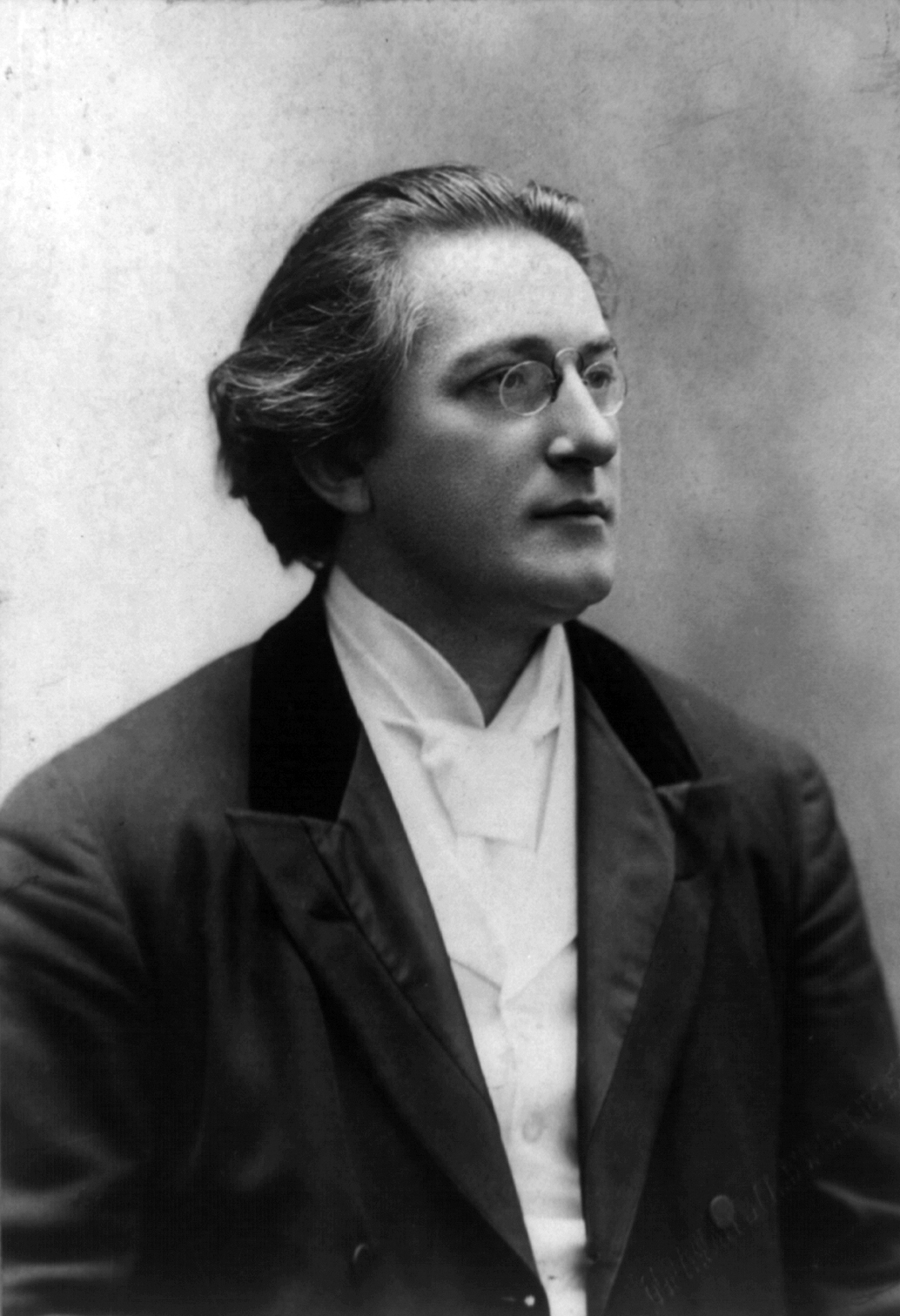
Anton Seidl

Anton Seidl (7 de mayo de 1850 – 28 de marzo de 1898) fue un director de orquesta húngaro.

## Vida
Nació en Budapest y fue aceptado en el Conservatorio de Leipzig en octubre de 1870, lugar donde permaneció hasta 1872, cuando fue requerido en Bayreuth para ser uno de los copistas de Richard Wagner. Allí ayudó a hacer la primera copia original de El anillo del nibelungo. Muy imbuido del espíritu wagneriano, es natural que participara en el primer Festival de Bayreuth en 1876.

## Carrera profesional
Su oportunidad como director vino cuando, bajo la recomendación de Wagner, fue designado para el Teatro Estatal de Leipzig, donde permaneció hasta 1882, cuando fue de gira con la compañía.Nibelungen Ring de Angelo Neumann. Respecto a su estilo de dirección los críticos atribuyeron parte del éxito artístico al asistir a la producción de la Trilogía en el "Teatro de su majestad" en Londres en junio de ese año.
En 1883 Seidl fue con Neumann a Bremen, pero dos años más tarde fue designado para suceder a Leopold Damrosch como director de la Compañía Alemana de Ópera en Nueva York, y en el mismo año se casó con Auguste Kraus, la distinguida cantante. Fue nombrado director de la Orquesta Filarmónica de Nueva York en 1891, cargo que ostentó hasta su muerte en 1898. Esta orquesta, bajo su batuta, estrenó la obra más célebre de Antonín Dvořák: la Sinfonía n.º 9 en mi menor, Op. 95 llamada "desde el Nuevo Mundo" o "del Nuevo Mundo" el 15 de diciembre de 1893 en el Carnegie Hall de Nueva York.